# 1450 Brickell
Das 1450 Brickell ist ein Wolkenkratzer in Miami, Florida. Es hat eine Gesamthöhe von 164,6 m und 35 Etagen. Das Gebäude befindet sich an der Ecke Brickell Avenue und Broadway. Es beinhaltet mehr als 54.000 m² Fläche, die ausschließlich für Büros benutzt werden. Das 1450 Brickell ist eines von mehreren Büroturmprojekten in Downtown Miami.

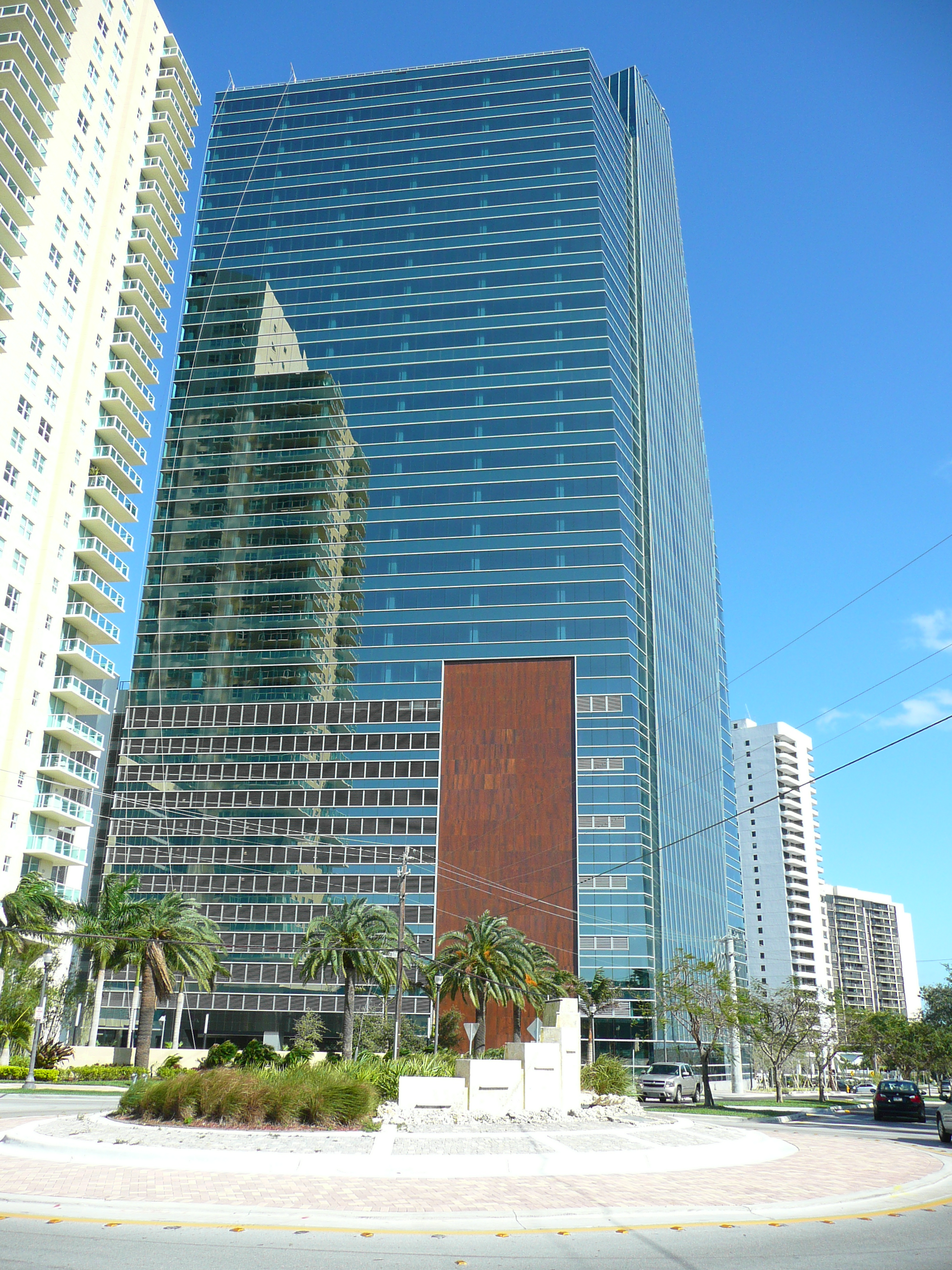
Ansicht von der Rückseite des 1450 Brickell

Das 1450 Brickell ist der erste Büroturm in Miami der den Gold-Status der LEED erlangte.
Die Architekten des Gebäudes sind Nichols, Brosch, Wurst, Wolfe & Associates, Inc.